# Tetsuo
Tetsuo (鉄男?) conosciuto anche come Tetsuo: The Iron Man è un film del 1989, diretto da Shin'ya Tsukamoto.
Nel 1992 il regista ne ha girato un remake a colori e con budget più sostanzioso intitolato Tetsuo II: Body Hammer, che non ha però raggiunto la notorietà del primo. Nel 2009 lo stesso Tsukamoto ha girato il terzo film della serie: Tetsuo: The Bullet Man.
Il film è basato su un'opera teatrale che lo stesso regista Shin'ya Tsukamoto aveva scritto, diretto e interpretato quando era uno studente al college. "Tetsuo The First Cut" è una versione estesa pubblicata in DVD che comprende 10 minuti in più rispetto ai 67 minuti originali.

## Trama
Un auto-feticista estremo è solito innestare componenti metallici vari nel proprio corpo. Quando l'ennesima cruenta applicazione causa una reazione di rigetto, spaventato scappa per la città, finendo investito da un automobilista di passaggio assieme alla fidanzata. Il giorno seguente, l’automobilista mentre si rade, nota un piccolo condensatore metallico spuntargli sul volto. Arrivato alla stazione dei treni, si siede accanto a una donna. Dopo una serie di visioni disturbanti, lei subisce una mutazione al braccio, che si deforma in tentacoli metallici con cui lo attacca. Tornato a casa, l’uomo sogna di essere sodomizzato da un attrezzo metallico. Si sveglia di soprassalto accanto alla compagna e ha un rapporto sessuale con lei, che viene però interrotto dalla trasformazione improvvisa del suo pene in una trivella. Terrorizzato si rifugia in bagno, dove inizia a subire una metamorfosi: la sua carne si sta lentamente trasformando in metallo. La ragazza entra nella stanza cercando di tranquillizzare il compagno, ma si spaventa quando vede il suo nuovo mostruoso aspetto, la reazione di lei provoca una rissa tra i due. La donna riesce a stordire il mutaforma con un colpo di coltello al collo, ma decide poi di suicidarsi impalandosi sulla trivella.
Nel mentre, il feticista si risveglia sul luogo dell’incidente, anch’egli dotato di un corpo in parte di carne e in parte di metallo. 
L’uomo, dopo aver riposto il cadavere della compagna nella vasca da bagno, rivede gli avvenimenti dell’incidente ma dal punto di vista della vittima: la coppia, pensando che il ragazzo investito fosse morto, ha gettato il cadavere nella foresta, dove hanno poi avuto un rapporto sessuale proprio dinanzi al corpo della vittima, che nel mentre osserva la scena.
Il feticista realizza di avere dei poteri telepatici, che utilizza: prima per controllare il cadavere della compagna, poi per contattare l’impiegato e mostrargli un futuro distopico nel quale il mondo è completamente di metallo. L’uomo fugge dall’appartamento, ma la vittima lo rincorre. L’inseguimento termina quando un vagabondo locale colpisce inorridito la vittima con una spranga di ferro, permettendo all’impiegato di nascondersi in un edificio abbandonato. Quando il feticista lo raggiunge, i due si fondono con dei rottami di metallo ed hanno un ultimo combattimento. L’uomo, nel tentativo di ammazzare l’avversario con la propria trivella, finisce col fondersi all’altro, divenendo un gigantesco mostro metallico. I due decidono infine di fare squadra per trasformare l’intero mondo in metallo.  

## Riconoscimenti
1998
- Vincitore premio del pubblico - Sweden Fantastic Film Festival

1989
- Miglior film - Fantafestival